# Dasylirion

## Espécies
| - Dasylirion acrotrichum - Dasylirion cedrosanum - Dasylirion glaucophyllum - Dasylirion leiophyllum - Dasylirion longissimum - Dasylirion lucidum - Dasylirion miquihuanensis - Dasylirion quadrangulatum - Dasylirion serratifolium - Dasylirion texanum - Dasylirion wheeleri |

Dasylirion é um género botânico pertencente à família Ruscaceae.